# جورج ريتشاردز (ضابط)
جورج ريتشاردز (بالإنجليزية: George Richards)‏ هو ضابط أمريكي، ولد في 6 فبراير 1872 في أيرنتون في الولايات المتحدة، وتوفي في 9 يناير 1948.